# Josh Powell
Josh Powell (* 25. Januar 1983 in Charleston, South Carolina) ist ein US-amerikanischer Basketballspieler. Powell gelang nicht direkt der Sprung vom College in die am höchsten dotierte Profiliga NBA, doch als Ergänzungsspieler gewann er später zwei NBA-Meisterschaften 2009 und 2010 mit den Los Angeles Lakers sowie eine Vizemeisterschaft mit den Dallas Mavericks 2006. Powell, der zudem in Europa und Asien aktiv war, gewann später auch noch den höchstrangigen europäischen Vereinswettbewerb EuroLeague 2012/13 mit dem griechischen Meister Olympiakos Piräus.

## Karriere
Nach dem Schulabschluss in Riverdale (Georgia) ging Powell zum Studium an die North Carolina State University in Raleigh, wo er für die Hochschulmannschaft Wolfpack ab 2001 in der Atlantic Coast Conference (ACC) der NCAA spielte. Bereits nach zwei Jahren beendete er sein Studium und meldete sich zum Entry Draft der NBA an, was sich jedoch als verfrüht erwies, da er im NBA-Draft 2003 von keinem Klub ausgewählt wurde. Da ihm wegen der Regularien der NCAA eine Rückkehr in die Collegeliga verwehrt war, begann er eine professionelle Karriere in Europa. Nach wenigen Monaten für den Klub Lokomotive aus Rostow in der damals höchsten russischen Spielklasse Superleague Russland wechselte er noch im Dezember 2003 nach Italien, wo er in der zweithöchsten Spielklasse Legadue für den Klub aus Scafati in Kampanien spielte. Im Sommer 2004 und auch im folgenden Jahr spielte er in der Minor League World Basketball Association für die Southern Crescent Lightning in Georgia, mit denen er 2004 Vizemeister dieser Liga wurde. In der europäischen Saison 2004/05 war er wieder in der Legadue diesmal für Scafatis regionalen Konkurrenten aus Caserta aktiv.
Powell bekam trotz der Umwege in unterklassigen Ligen schließlich vier Jahre nach Studienbeginn 2005 doch noch einen Vertrag in der am höchsten dotierten Profiliga NBA, als ihn die Dallas Mavericks für die NBA 2005/06 unter Vertrag nahmen. Bei den Mavericks kam er nur auf wenige Einsatzminuten, die nach Verletzungen von Josh Howard und Keith Van Horn jedoch anstiegen. Nachdem er Ende Februar 2006 noch für wenige Einsätze an das Farmteam Fort Worth Flyers in der NBA Development League (D-League) abgegeben worden war, kam er in den Play-offs der NBA noch auf sechs kurzminütige Einsätze, als die Mavericks die Finalserie gegen die Miami Heat noch verloren. Im Sommer 2006 kam Powell in einem Spielertausch zu den Indiana Pacers, bei denen er jedoch nur sieben Einsätze hatte, bevor er in einem weiteren Spielertausch im Januar 2007 zu den Golden State Warriors. Bei den Warriors kam Powell zumindest noch auf 34 Einsätze bis Saisonende, als die Warriors in der NBA 2006/07 in der ersten Play-off-Runde beinahe sensationell seine ehemalige Mannschaft und den vormaligen Vizemeister Mavericks bezwangen. Nachdem die Warriors in der folgenden Play-off-Serie gegen die Utah Jazz selbst ausgeschieden waren, bekam Powell für die NBA 2007/08 einen Vertrag bei den Clippers aus Los Angeles, bei denen seine Einsatzzeit auf knapp 20 Minuten pro Spiel anstieg und er zeitweilig der Starting Five angehörte. Die Clippers verpassten jedoch die Teilnahme an den Play-offs deutlich.
Nach seiner Zeit bei den Clippers unterschrieb Powell 2008 einen Vertrag beim Lokalrivalen Lakers. Er war Reservespieler bei den Lakers, bei denen seine Einsatzzeit auf knapp zehn Minuten pro Spiel wieder absank, und trug dort die Nummer 21. Mit den Lakers konnte er in den NBA-Playoffs 2009 die Meisterschaft gewinnen, als man im Finale mit 4:1 gegen die Orlando Magic gewann. Diesen Titel konnten er und die Lakers 2010 gegen die Boston Celtics mit einem 4:3 im Finale verteidigen. Nach zwei Jahren mit den Lakers bekam Powell für die NBA 2010/11 einen Vertrag bei den Atlanta Hawks, wo er wieder in Georgia in der Nähe seiner Heimat spielte. Doch auch bei den Hawks blieb Powell nur Ergänzungsspieler mit gut zwölf Minuten Einsatzzeit pro Spiel in 54 Einsätzen. Für die Saison 2011/12 wechselte Powell schließlich in die Chinese Basketball Association (ChBA), wo er für die Dinosaurs aus Liaoning spielte. In der Saison 2012/13 bekam Powell einen Vertrag beim griechischen Meister Olympiakos aus Piräus, der seinen Titelgewinn im höchstrangigen europäischen Vereinswettbewerb EuroLeague 2012/13 erfolgreich verteidigen konnte. In der griechischen Meisterschaft verlor man jedoch den Titel an den ewigen Rivalen und Rekordmeister Panathinaikos Athen.
In der Saison 2013/14 spielte Powell zunächst wieder in der ChBA für die Southern Tigers aus Guandong, bevor er noch kurz in der Philippine Basketball Association für die Barangay Ginebra San Miguel aktiv war. Nach zwei Einsätzen verpflichteten ihn die Houston Rockets aus der NBA Mitte April für das Saisonende der NBA 2013/14. Bei den Rockets wurde er jedoch nur noch in einem Spiel eingesetzt und vor Beginn der folgenden Saison aus seinem Vertrag entlassen. Nach eigenen Angaben überlegt Powell, seine Karriere als Spieler zu beenden und eine Trainerkarriere anzustreben.